# Ljudmyla Beresnyzka

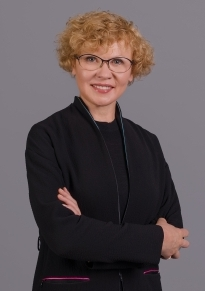
Ljudmyla Beresnyzka, 2015

Ljudmyla Iwaniwna Beresnyzka (ukrainisch Людмила Іванівна Березницька; Bereznitsky, Ludmila; * 22. November 1957 in Kowel, Ukrainische Sozialistische Sowjetrepublik, Sowjetunion) ist eine ukrainische Kunsthistorikerin. Sie arbeitet als Kunsthistorikerin und -kritikerin aktiv an der Verbindung zwischen zeitgenössischer Kunst aus dem Osten Europas, Asiens und der Moderne des Westens. Als Dozentin an der Nationalen Taras-Schewtschenko-Universität Kiew für Kunstgeschichte und -theorie und Leiterin zweier Galerien für zeitgenössische Kunst, sowie als Präsidentin der Stiftung des Eidos-Fondes zur Unterstützung junger Künstler in der Ukraine, hat sie einen umfassenden Rahmen für den kulturellen Austausch auf internationaler Ebene geschaffen.

## Werdegang
Von 2003 bis 2007 war sie Dozentin für Kulturpolitik an der Fakultät für Kunstgeschichte und -theorie, der Nationalen Akademie der Bildenden Künste und Architektur, Ukraine.
1993 erfolgte ihre  Dissertation Austausch als Mechanismus der Realisierung moralischer Beziehungen.
1986 hatte sie eine Aspirantur an der Fakultät für Ethik, Ästhetik, Theorie der Kultur, Spezialisierung Ethik. Von 1977 bis 1983 belegte sie ein Studium an der Taras-Schewtschenko-Universität Kiew, Fakultät für Philosophie, Diplomarbeit: Probleme des Fortschritts in der Kunst.
Seit 1996 ist Ljudmyla Beresnyzka als Lehrkraft für Geschichte und Welt-/ Landeskultur am Kiewer Linguistischen Institut tätig. Neben ihrer Dozententätigkeit am Lehrstuhl für "Theorie und Geschichte der Kunst" beginnt sie Anfang der 1990er Jahre in Kiew Ausstellungen im Rahmen ukrainischer Kunst zu organisieren und spezialisiert sich bald auf die Werke junger ukrainischer Künstler, involviert in die  Bewegung der „Neuen Welle“.

### Beresnyzka (L-art)
1994 gründet Ljudmyla Beresnyzka die L-art Galerie, die heutige Beresnyzka-Galerie, in Kiew. Hier entstand im Verlauf von einem Jahrzehnt eine umfangreiche Kollektion der sowjetischen Kunst des 20. Jahrhunderts, die aus 600 Werken besteht und in der Ukraine einen einmaligen Status besitzt. Des Weiteren werden in ihrem Programm zunehmend Kunstprojekte der „Neuen Welle“ – einer regionalen Variante der Transavantgard – ausgestellt. Zum Kreis der Künstler zählen: Oleksandr Hnylyzkyj, Arsen Savadow, Illja Tschytschkan, Vasilij Zagolov, Oleksandr Rojtburd, Wiktor Sydorenko, Igor Gusev, u. a.
Ein weitreichendes Ergebnis der jahrelangen Arbeit ist u. a. der Werk-Katalog "Vom Roten zum Gelb-Blauen", der die besten Arbeiten der sowjetischen ideologischen Kunst des ukrainischen Postimpressionismus, Postexpressionismus, Neobarock, Neoprimitivismus, ukrainischer Metaphysik und Postperestroika-Kunst der "Neuen Welle" vorstellt. Mit der zunehmenden Öffnung des ukrainischen Kunstmarktes für zeitgenössische und internationale Kunst, hat die L-art Galerie in Kiew ein ungemeines Potential entwickelt und ist nun einzigartig in der ukrainischen Kunstszene.

### Eidos
2005 gründen Ljudmyla Beresnyzka, Michaela Lubov und Peter Bagry die "Eidos International Charity Foundation" als eine non-governmental, non-profit Organisation mit dem Ziel eine Basis für die Repräsentation und Förderung junger ukrainischer Kunst zu schaffen und dieser einen Zugang zu weltweitem Kunstgeschehen zu ermöglichen. Im Jahr 2006 fand zum ersten Mal der Eido-Wettbewerb für International Visual-Arts statt, dessen Thema die Gründung eines Museums für zeitgenössische Kunst gewesen ist.

### Bereznitsky-Berlin
Aufgrund der rasanten Entwicklung und grundlegenden Veränderungen des Kunstmarktes und Kunstinteresses in den letzten Jahren, eröffnet sich eine Vielzahl an Möglichkeiten durch das Schaffen zeitgenössischer Kunst zu neuen Projekten in Zusammenarbeit mit anderen Ländern, anderen Kulturen.
"Ich habe im Bewusstsein, dass die Zeit nicht stillsteht und dass fundamentale Änderungen im Kunstmarkt stattgefunden haben. Zunehmend begegne ich regem Interesse an zeitgenössischen Ideen, Werten, künstlerischen Arbeiten." […] Beide Aspekte miteinander verbindend, eröffnet Ljudmyla Beresnyzka 2006 in Berlin die Bereznitsky Gallery for Easterneuropean Art.

## Projekte
- 2008: Grant program Public Space, Kiew, Ukraine
- 2008: Semantic Dislocations, Kuratorin, Ausstellungsreihe Bereznitsky Gallery Berlin, Deutschland
- 2008: Ukrainische Kunst im Wandel, Auswärtiges Amt, Berlin, Deutschland
- 2007: Ukrainische Kunst im Wandel, Bonn, Deutschland
- 2007: Kuratorin, Museum of Contemporary Art – Laboratory of creative ideas and visual improvization, Kiew, Ukraine
- 2007: Wettbewerb junger Nachwuchskünstler für Visual Arts, Eidos 2007, Kiew, Ukraine
- 2006: Kuratorin, Konferenz “Contemporary Art – New Spaces”, Kiew, Ukraine
- 2006: Journalistisches Seminar "Kulturanalyse in der zeitgenössischen ukrainischen Kunst", Eidos Fond, Goethe-Institut, Kiew, Ukraine